# Forest Rangers Football Club
Forest Rangers FC é um clube de futebol de Ndola, na Zâmbia, atualmente jogando na primeira divisão da Primeira Liga da Zâmbia.

## História
Em 1975, o Forest Rangers Football Club começou como Community Football Team na Dola Hill Forest Station em Ndola e ingressou na Ndola District Amateur League em 1976. Após um período de 3 anos, o clube foi promovido à Division 3 sob o cinturão de cobre da Liga Amadora até o final da temporada de futebol de 1988. O clube jogou o futebol da Primeira Divisão de 1989 a 1991.
Durante a temporada de futebol de 1991, o clube terminou como vice-campeão na competição da Copa da Independência depois de perder por 5-1 para os então reis do futebol da Zâmbia, Nkana Football Club. Isso foi depois que o clube eliminou o Mufulira Wanderers na semifinal por um gol solitário no Estádio Nkana. No final da mesma temporada de futebol, o clube ganhou a promoção para a Superliga.